# Синтаксис (алманах)
„Синтаксис“ е самиздат поетичен алманах, който е основан, редактиран и публикуван от Александър Гинзбург в Москва.
Гинзбург го съставя и разпространява през периода 1959 – 1960 г. В него включва непубликувани стихове на Сапгир, Холин, Чудаков, Глазков, Аронов, Окуджава, Ахмадулина, както и първите стихотворения на Бродски и други поети.
Всеки брой на алманаха включва 10 автори, всеки от които обикновено е представен с пет стихотворения. Поетите обаче дават значително повече свои творби за списанието.
Първите два броя съдържат стихотворения на московски автори.
В първия брой са публикувани по пет стихотворения на Александър Аронов, Всеволод Некрасов, Муза Павлова, Юрий Панкратов, Генрих Сапгир, Иван Харабаров, Сергей Чудаков, шест от Владимир Бурич и Николай Глазков и десет от Игор Холин. В алманаха авторите са по азбучен ред.
Във втория брой А. Гинзбург публикува по пет стихотворения на Адолф Аврусин, Бела Ахмадулина, Елмира Котляр, Николай Котрелев, Булат Окуджава („Песен на царя“, „Ванка Морозов“, „Хартиеният войник“, „Пристанищни принцеси“ и „Шарик“), Олег Прокофиев, Александър Тимофеевски, две стихотворения от Нина Бялосинская и четири от Сергей Калашников (псевдоним Е. Ф. Йодковски) и Виталий Шестаков.
Третият брой представя поети от Ленинград, включително Дмитрий Бобишев (5), Йосиф Бродски (5), Глеб Горбовски (5), Виктор Голявкин (6), Михаил Ерьомин (5), Сергей Куле (5), Александър Кушнер (5), Евгений Рейн (5), Нона Слепакова (5) и Владимир Уфлянд (6) .
Преди ареста на Гинзбург излизат само три броя на „Синтаксис“, но са натрупани значителен брой ръкописи на непубликувана поезия. Арестуван е през 1960 г., докато работи по планирания четвърти брой, който е трябвало да съдържа творби на литовски поети, включително Томас Венклова. Александър Гинзбург прекара две години в трудов лагер по това дело.
Активно участие в подготовката на списанието взима Вадим Кожинов.